# Nyctemera latimargo
Nyctemera latimargo är en fjärilsart som beskrevs av W.Rothschild 1915. Nyctemera latimargo ingår i släktet Nyctemera och familjen björnspinnare. Inga underarter finns listade i Catalogue of Life.